# Geranium maderense
Geranium maderense — вид рослин з родини геранієві (Geraniaceae), ендемік Мадейри.

## Опис
Багаторічна вічнозелена купинотвірна рослина до 120—150 см заввишки і завширшки, з глибоко розділеними папоротеподібними листками. Ефектні рожеві квіти на волосистих червоних стеблах виробляються у великих волотях влітку.

## Поширення
Ендемік Мадейри (о. Мадейра).
Знайдений тільки на звернених на північ схилах. Росте на скелястих кручах і терасах з накопиченням ґрунту. Є менше 50 зрілих особин виду, проте популяція стабільна.

## Загрози та охорона
Основними загрозами є деградація середовища існування через розвиток міст та інфраструктури, а також інвазивні види.
Geranium maderense входить до списку пріоритетних видів в Додатку II Директиви про середовища існування та до додатку I Конвенції про охорону європейської дикої природи та природних середовищ існування (Бернська конвенція). Насіння зберігається в насіннєвому банку Мадейрського ботанічного саду.